# Rund um das Muldental
Das Straßenradrennen Rund um das Muldental ist ein Eintagesrennen in der DDR und in der Bundesrepublik Deutschland.

## Geschichte
Begründet wurde das Rennen 1955 vom Deutschen Radsportverband der DDR. Es hatte bis 2019 30 Austragungen. Die Strecke bestand in der Regel aus einem Rundkurs von 12,5 Kilometern rund um das Muldental bei Grimma in Sachsen. In einigen Jahren gehörte das Rennen zu den Auswahlrennen zur Bildung der Nationalmannschaft der DDR. Auf dem Kurs wurden auch Etappen der Internationalen Sternfahrt der Junioren ausgetragen. 2012 fand die Deutsche Straßen-Radmeisterschaft im Einzelrennen der Elite auf dem Kurs statt, die Fabian Wegmann gewann. 2019 fand die 30. und bisher letzte Austragung statt.

## Palmarès
- 1955  Egon Adler
- 1956  Heinz Zimmermann
- 1957  Horst Kappel
- 1958  Helmut Stolper
- 1959  Peter Härtel
- 1960  Dieter Zuchold
- 1961  Dieter Zuchold
- 1962  Lothar Appler
- 1963  Siegfried Kettmann
- 1964  Jürgen Schmidt
- 1965 nicht ausgetragen
- 1966  Rannus Bjurström
- 1967  Heinz Kahnt
- 1968  Klaus-Dieter Greil
- 1969  Bernhard Fielsch
- 1970  Wolfgang Fiedler
- 1971  Eberhard Sanftleben (Junioren) und  Reinhold Passehr
- 1972  Hans-Joachim Hartnick (Junioren) und  Friedmar Zerbe
- 1973  Wladimir Schapowalow (Junioren) und  Wolfgang Schoppe
- 1974  Holger Kickeritz (Junioren) und  Dieter Grabe
- 1975  Siegbert Schmeißer(Junioren)  und  Volker Winkler
- 1976  Eberhard Reißig
- 1977  Andreas Böhme (Junioren) und  André Kluge
- 1978  Hubert Denstedt
- 1979  Hubert Denstedt
- 1980  Detlef Ernst
- 1981  Frank Kühn (Junioren) und  Dan Radtke
- 1982  Bodo Straubel
- 1983  Martin Goetze
- 1984  Hardy Gröger
- 1985  Michael Köller
- 1986  Achmed Wolke
- 1987  Michael Oßowski
- 1988  Pavel Padrnos
- 1989  Falk Arnold
- 1990  Holger Roth
- 1990–2000 nicht ausgetragen
- 2001  Tilo Schüler
- 2002  Carsten Gottschalk
- 2003  Udo Müller
- 2004  Henri Werner
- 2005  Christian Kux
- 2006  Sebastian Schwager
- 2007  Sebastian Herrmann
- 2008  Steve Richter
- 2009  Karsten Volkmann
- 2010  Christian Karl
- 2011  Stefan Zeidler
- 2012  Fabian Wegmann
- 2013  Erik Bothe
- 2014  Johannes Heider
- 2015  Henner Rödel
- 2016  Jakob Geßner
- 2017  Poul Rudolph
- 2018  Martin Bauer
- 2019  Martin Boubal
- 2020–2022 nicht ausgetragen